# Premio Internacional de Derechos Humanos de Núremberg
El Premio Internacional de Derechos Humanos de Núremberg (en alemán: Internationaler Nürnberger Menschenrechtspreis) es un premio alemán que se entrega en la ciudad de Núremberg como reconocimiento a las personas que hayan desarrollado una actividad notable en defensa de los derechos humanos en distintos lugares del mundo, pero particularmente a ciudadanos de países en donde la lucha por estos derechos significa asumir riesgos, represalias y persecución política.
El premio se entrega cada dos años y está dotado con la suma de 15 mil euros. Se entregó por primera vez en 1995 y el primer galardonado fue Serguei Kovalov por su compromiso contra la guerra en Chechenia. La ciudad de Núremberg instituyó este premio 50 años después del fin de la Segunda Guerra Mundial y, según se estipula en las bases, quiere ser «una respuesta de la ciudad de Núremberg a los crímenes de derechos humanos ordenados por el estado de esos años y pretende ser un símbolo para todo el mundo de que desde Núremberg nunca más deben emanar otras señales que las de paz, reconciliación, comprensión y respeto por los derechos humanos.»

## Jurado
Inicialmente estaba compuesto por nueve miembros, que más tarde aumentaron a los siguientes once:
- Irina Bokowa, directora general de la Unesco.
- Anne Brasseur, política, expresidenta de la Asamblea Parlamentaria del Consejo de Europa
- Shirin Ebadi, abogada, galardonada con el Premio Nobel de la Paz en 2003.
- Hilal Elver, relatora especial de la ONU sobre el derecho a la nutrición, académica.
- Gareth Evans, rector de la Universidad Nacional Australiana, excanciller de Australia, expresidente del grupo de crisis asesor del secretario general de la ONU para impedir el geocidio.
- Hina Jilani, abogada, exrelatora especial de la ONU para defensores de los derechos humanos
- Maurice Glèlè-Ahanhanzo, profesor universitario de Derecho; exmiembro del Comité de Derechos Humanos de las Naciones Unidas
- Dani Karavan, artista de renombre internacional, creador de la Straße der Menschenrechte («Calle de los derechos humanos») en Núremberg.
- Kagwiria Mbogori, jurista, presidenta de la Comisión Nacional de Derechos Humanos de Kenia.
- Sonia Picado, Abogada, presidenta del Instituto Interamericano de Derechos Humanos y del Fondo de las Naciones Unidas para el apoyo de víctimas de la tortura.
- Ulrich Maly, alcalde de la ciudad de Núremberg.

## Premiados
| Año  | Galardonado                 | País       | Motivo |
| ---- | --------------------------- | ---------- | --- |
| 1995 | Sergej Kovalov              | Rusia      | Por su voz contra la guerra en Chechenia. |
| 1997 | Abe J. Nathan               | Israel     | Por sus iniciativas de paz en el medio oriente. |
| 1997 | Khémaïs Chammari            | Túnez      | Por sus iniciativas de paz en el medio oriente. |
| 1999 | Fatimata M'Baye             | Mauritania | Por su lucha contra la discriminación de los grupos de población negra africana. |
| 2001 | Samuel Ruíz García          | México     | Por sus esforzada labor en defensa de los derechos de los pueblos indígenas. |
| 2003 | Teesta Setalvad             | India      | Por su trabajo contra los prejuicios, el odio y la violencia entre India y Pakistán. |
| 2003 | Ibn Abdur Rehman            | Pakistán   | Por su trabajo contra los prejuicios, el odio y la violencia entre India y Pakistán. |
| 2005 | Tamara Chikunova            | Uzbekistán | Por su lucha contra la pena de muerte y la tortura. |
| 2007 | Eugénie Musayidire          | Ruanda     | Por su trabajo para la reconciliación entre dos pueblos enemigos (Hutu y Tutsi) en Ruanda. |
| 2009 | Abdolfattah Soltani         | Irán       | Por su comprometido trabajo por el reconocimiento de los derechos humanos en la República Islámica de Irán.                                                                                              |
| 2011 | Hollman Morris              | Colombia   | Por su trabajo para la defensa de los derechos humanos en su país. |
| 2013 | Kasha Jacqueline Nabagesera | Uganda     | Por su valiente lucha contra la homofobia y por su compromiso con el derecho a la autodeterminación sexual.                                                                                              |
| 2015 | Amirul Haque Amin           | Bangladés  | Por su lucha por los derechos laborales de los trabajadores de la industria textil de su país. |
| 2017 | Grupo Caesar                | Siria      | Logró mostrar internacionalmente fotos documentales de la guerra en Siria. El jurado destacó su valentía para sacar a la luz pública mundial la tortura sistemática y los asesinatos masivos en el país. |
| 2019 | Rodrigo Mundaca             | Chile      | Por la lucha que con admirable valentía desarrolla por el derecho fundamental al agua. |
| 2021 | Sayragul Sauytbay           | China      | Por dar a conocer la situación interna de los campos de concentración uigur, y exponer la represión del partido comunista chino frente a las minorías étnicas.                                           |
| 2023 | Malcolm Bidali              | Kenia      | Por su admirable valentía al denunciar el abuso y la explotación de los trabajadores inmigrantes en Qatar.                                                                                               |